# Parornix alta
Parornix alta är en fjärilsart som först beskrevs av Braun 1925.  Parornix alta ingår i släktet Parornix och familjen styltmalar. Inga underarter finns listade i Catalogue of Life.